# Plokhoj khorosjij tjelovek
Plokhoj khorosjij tjelovek (russisk: Плохой хороший человек) er en sovjetisk spillefilm fra 1973 af Iosif Chejfits.

## Medvirkende
- Oleg Dahl - Lajevskij
- Vladimir Vysotskyj - Von Koren
- Ljudmila Maksakova - Nadezjda Fjodorovna
- Anatolij Papanov - Dr. Samojlenko
- Georgij Koroltjuk - Djacon Pobedov